# NGC 1132
NGC 1132 je galaksija u zviježđu Eridan.

## Vanjske poveznice
- SEDS: NGC 1132